# Calle Carroll (línea Culver)
La Calle Carrol es una estación local en la línea Culver del Metro de Nueva York de la B del Independent Subway System (IND). La estación se encuentra localizada en Carroll Gardens, Brooklyn entre la Calle Carrol y la Calle Smith. La estación es servida por los trenes del servicio  y .

## Enlaces externos

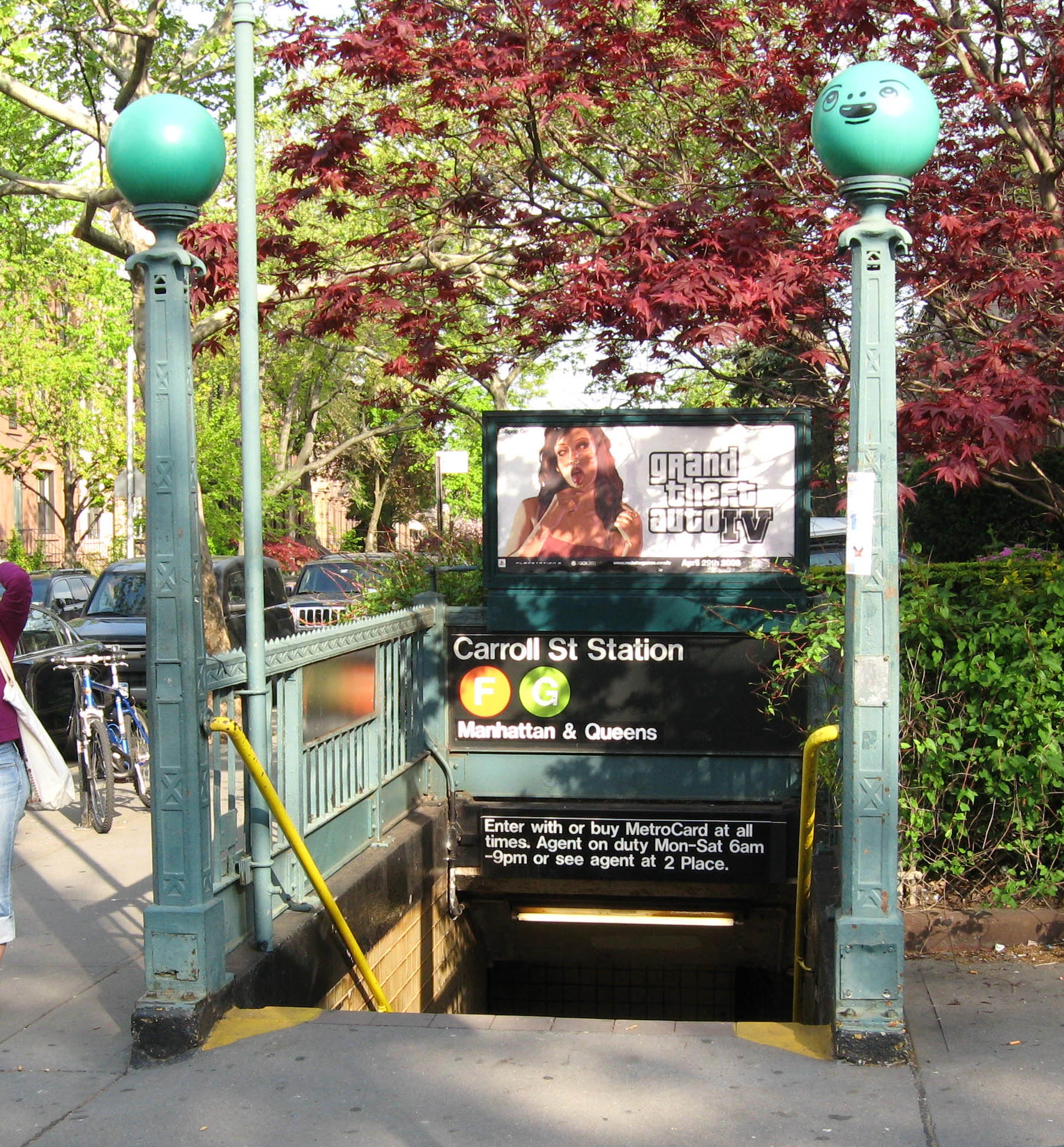
Entrada